# Plymouth (Montserrat)
 For alternative betydninger, se Plymouth (flertydig). (Se også artikler, som begynder med Plymouth)
Plymouth er den nu forladte hovedstad på øen Montserrat. Byen blev forladt i 1997 efter vulkanudbrud, der begravede store dele af byen i vulkansk aske og mudder.
16°42′23″N 62°12′57″V / 16.706417°N 62.215839°V